# لمزان (حومة لنجة)
لمزان (بالفارسية: لمزان) هي مدينة تقع في إيران في هرمزغان  و مركز منطقة مهران و توجد في جبالها قلعة ديدبان التي كانت مقرا لإمارة العباسيين في جنوب إيران قبل ان ينتقلوا إلى مدينة بستك. يقدر عدد سكانها بـ 12000 نسمة.